# Пенья Тривиньо, Эдуардо
Эдуардо Пенья Тривиньо (исп. Eduardo Peña Triviño; род. 26 августа 1936, Эквадор) — эквадорский адвокат, писатель, политический и государственный деятель, вице-президент (1995—1996).

## Биография
Родился 26 августа 1936 года в семье Асдрубаля Пеньи Седеньо и Мерседес Тривиньо Лусарраги. Спустя некоторое время семья переехала в Гуаякиль, где он окончил начальную и среднюю школу. Позднее он учился на юридическом факультете Университета Гуаякиля.
В начале 1960-х годов Пенья начал преподавательскую карьеру, а уже в 1970 году стал деканом философского факультета Католического университета Сантьяго в Гуаякиле. В конце 1970-х годов он стал членом городского совета, а затем на протяжении непродолжительного времени исполнял обязанности мэра города.
В 1992 году он был назначен президентом Сиксто Дюран-Бальеном министром образования, инициировав крупную реформу учебной программы и вступив в конфронтацию с профсоюзом учителей (UNE): после общенациональной забастовки, организованной UNE, он уволил с их педагогических работ восьмерых профсоюзаных лидеров. Он покинул министерство после 17 месяцев пребывания в должности, а в 1995 году вице-президент Альберто Дахик ушёл в отставку и бежал из страны в результате импичмента, после чего президент направил в Национальный конгресс короткий список из трёх кандидатов на замену бежавшему вице-президенту. В результате голосования парламент избрал на этот пост Эдуардо Пенью Тривиньо.
На посту вице-президента Пенья смог построить хорошие отношения с президентом Сиксто Дюран-Бальеном, консультируя его по наиболее важным вопросам государственной политики. После своего вице-президентства он ушёл из политики, вернувшись к преподавательской деятельности в родном университете. После выхода на пенсию Пенья Тривиньо опубликовал несколько книг, в которых рассказывал о политической обстановке в Эквадоре и наиболее важных дипломатических спорах XX века.